# Polibio Fumagalli

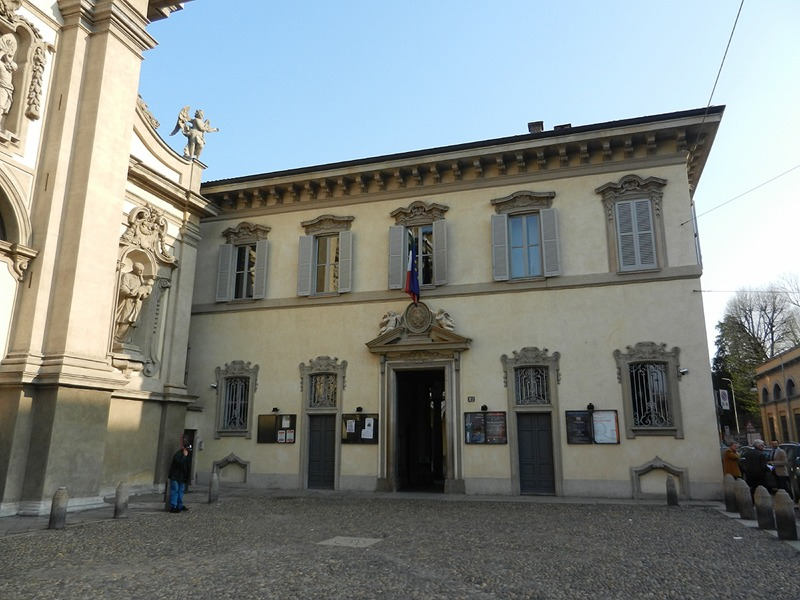
conservatoire de Milan

Polibio Fumagalli (né le 26 octobre 1830 à Inzago et mort le 21 juin 1900 à Milan) est un compositeur, organiste et pianiste italien du XIXe siècle.

## Biographie
Polibio Fumagalli étudie l'orgue au conservatoire de Milan où il enseigne à partir de 1873 comme professeur d'orgue. Parmi ses élèves on compte Marco Enrico Bossi et Pietro Yon. Il a travaillé comme chef de chœur à l'église San Celso.
En plus de la musique de chambre, il compose tout particulièrement de la musique pour orgue. L'organiste anglais William Thomas Best (en) fait de son œuvre pour orgue La Caccia un ouvrage de référence dans la littérature de concert.
Les frères de Fumagalli, Carlo, Disma, Adolfo et Luca Fumagalli sont également connus comme pianistes et compositeurs, mais avec plus de 300 œuvres, Polibio est le plus prolifique d'entre eux.

## Source de la traduction
- (de) Cet article est partiellement ou en totalité issu de l’article de Wikipédia en allemand intitulé « Polibio Fumagalli » (voir la liste des auteurs).